# Parabellum (бенд)
Parabellum је некадашњи босанскохерцеговачки и српски рокенрол бенд из Вогошће

## Историјат
Рок група „Parabellum“ из Вогошће настала је средином ратне 1993. године. Чланови – оснивачи су били Игор Радић (текст), Зоран Kресојевић Kресо (соло гитара, музика, текст), Зоран Благовчанин Живчо (менаџер и тон-мајстор), Милан Јанковића Микела (бубњеви) и Арман Арнаутовић Арчи (ритам гитара.

## Настанак имена
У тражењу и непроналаску адекватног имена за новонастали бенд, Зоран Благовчанин Живчо наводно је потегао свој револвер без шаржера, али са метком у цијеви, калибра 9мм и на њему прочитао спасоносну ријеч „Parabellum“ коју сви прихватише за назив групе. Бенд је одмах кренуо са ауторским радом, па је врло брзо настало десетак пјесама за које је музику урадио Kреса, а текстове углавном Игор Радић.

## Историјат
Све пјесме су одмах снимљене у акустичној верзији, а касета са снимцима дијељена је новопридошлим члановима. Већ тада је направљен костур за незаборавне пјесме овог бенда: „Улице су пуне зла“, „Волим што сам будала“, „Љепотица“, „Иди сад нек те он љуби“, „Живот ми је само драма“, „Ето ти сад, јаране“, „Да се деси неко чудо“, „Због тебе патим, због тебе пијем“, итд. Истакнути пјевач бенда био је и Александар Веселиновић Глобус.
Бенд је одржао први концерт на Првом ратном балу у Вогошћи 1993. 7. октобра 1994. на тераси Радничког дома у Вогошћи, бенд је имао један од најспосјећенијих концерата. Бенд је након рата и избјеглиштва својих чланова престао да постоји. Немања Kалинић из рок бенда „Вазектомија“ и Мики Томић из рок бенда „Параноид“ снимили су велики дио опуса бенда „Парабелум“ тако да многе од тих пјесама и данас могу да се чују на радио таласима, најчешће радија Источно Сарајево.